# Instruktionsvideo i minerydning
Instruktionsvideo i minerydning er en dansk dokumentarfilm.

## Handling
Denne artikel mangler et handlingsreferat. Hjælp os med at skrive det.